# ساختمان قند و شکر
ساختمان قند و شکر مربوط به اواخر دوره قاجار است و در بوشهر، خیابان ساحلی (خلیخ فارس) واقع شده و این اثر در تاریخ ۲۵ اسفند ۱۳۷۹ با شمارهٔ ثبت ۳۳۵۵ به‌عنوان یکی از آثار ملی ایران به ثبت رسیده است.